# Leckihorn
Il Leckihorn (3.068 m s.l.m.) è una montagna delle Alpi del Monte Leone e del San Gottardo nelle Alpi Lepontine, sita in Svizzera, tra il Canton Vallese ed il Canton Uri.

## Descrizione
Ha due vette principali: il Gross Leckihorn (3.068 m) ed il Chli Leckihorn (3.023 m). L'ascesa può essere effettuata partendo dalla Rotondohütte (2.570 m).